# Stade Cardinal-Malula
Le stade Cardinal-Malula est le plus ancien stade de Kinshasa en république démocratique du Congo (RDC), situé sur la commune de Kinshasa, inauguré sous le nom de stade Reine-Astrid en 1937 — en l’honneur de la reine des Belges (1934-1935) née Astrid de Suède (en 1905), qui épousa (en 1926) le futur roi Léopold III de Belgique et mourut dans un accident de voiture —, et renommé stade du 24-Novembre (date du coup d'État de Mobutu Sese Seko).

## Histoire
Il a finalement été renommé stade Cardinal-Malula en l'honneur du cardinal Joseph-Albert Malula, premier cardinal de la république démocratique du Congo.
Le prêtre catholique belge, Raphaël de la Kethulle de Ryhove, créateur de l'Union sportive de Léopoldville (Kinshasa actuelle), initia la construction de ce stade.

## References
1. ↑  « Le rêve d'un grand roi | Drupal », sur www.europeanfilmgateway.eu (consulté le 18 mars 2025)
2. ↑  Messager, « En quelle année remonte la première rencontre entre V.Club et Daring ? », sur MBOKAMOSIKA (consulté le 15 janvier 2023)